# NGC 6022
NGC 6022 (другие обозначения — MCG 3-41-9, ZWG 108.20, PGC 56495) — галактика в созвездии Змея.
Этот объект входит в число перечисленных в оригинальной редакции «Нового общего каталога».